# Lichomolgus forficula
Lichomolgus forficula är en kräftdjursart som beskrevs av Tord Tamerlan Teodor Thorell 1859. Lichomolgus forficula ingår i släktet Lichomolgus, och familjen Lichomolgidae. Arten är reproducerande i Sverige.